# Причастие в немецком языке
Неме́цкое прича́стие — вторая после инфинитива именная форма немецкого глагола, сочетающая в себе признаки прилагательного. Выделяют два причастия, применяемые в различных конструкциях и отличающиеся по способу образования — первое (Partizip I) и второе (Partizip II).

## Первое причастие
Образование первого причастия происходит при помощи суффикса –(e)nd, присоединяемого к основе глагола в Präsens (например, gehend, stehend, lächelnd, löschend и др.). Оно употребляется в причастной группе, находясь в её конце. Вся причастная группа, обособленная в предложении, может выступать в роли обстоятельства времени, образа действия, причины, уступки или условия.
В предложении Partizip I  всегда имеет значение совершающегося действия, то есть действия в процессе. Время предложения не изменяет причастия, тем самым каждый раз изменяя общее время: время, выраженное причастием меняется без изменения собственно форм причастия. Например, в предложениях «Die sich für Natur interessierenden Schüler brachten die Sammlungen von Blumen in die Schule mit» и «Die sich für Natur interessierenden Schüler bringen die Sammlungen von Blumen in die Schule mit» время глагола bringen разное: в первом предложении Präteritum, во втором — Präsens. Причастие interessierenden, соответственно, никак не изменяясь, выражает те же времена. В некоторых случаях первое причастие передаёт постоянно происходящее действие.
Пассивное значение первое причастие передаёт, находясь в конструкции Partizip I + zu, которая может иметь оттенок модальности (надобности или возможности).

## Второе причастие
Образование второго причастия  происходит при помощи грамматических аффиксов ge- и –(e)t, присоединяемых непосредственно к инфинитивной основе глагола. Если у глагола ударение падает не на первый слог (включая случаи наличия безударных префиксов: be-, emp-, ent-, er-, ge-, miss-, ver-, zer-), ge- отсутствует, а при наличии полупрефикса ge- становится между ним и корнем. Суффикс –(e)t получают слабые глаголы (gemalt, gebastelt), а наличие разделительной гласной возможно у глаголов, основы которых оканчиваются на d, t, dm, chn, ffn, gn, tm (gebadet, gearbeitet, gewidmet, gerechnet, geöffnet, geregnet, geatmet). Сильные глаголы получают суффикс –en (gelungen, getroffen). Собственные особенности образования второго причастия имеют претерито-презентные (например, gedurft, gemocht, gewusst, ... ) и неправильные глаголы (например, gewesen, gehabt, geworden, ... ). 
Синтаксическая роль второго причастия не ограничивается второй частью глагольного сказуемого в предложениях со сложными прошедшими временами Perfekt и Plusquamperfekt (Indikativ и Konjunktiv), а также в пассивных конструкциях всех времён. Самостоятельное употребление второго причастия может быть в виде дополнения, обстоятельства или даже подлежащего.
В отличие от первого причастия второе передаёт пассивное действие. Во временном отношении действие, переданное через глагол формы Partizip II, являющийся, например, определением к существительному, является ранним по отношению к другим действиям либо одновременным с ними. Например: Der Student wiederholte die von ihm vergessene Regel noch einmal — здесь vergessene передаёт раннее действие; Der Vater hatte eine verantwortliche und ziemlich gut bezahlte Stellung — действие одновременное. У глаголов с неограниченным значением возможно отсутствие конечной точки действия, так как оно растянуто.